# Église Notre-Dame-de-Lorette de Maurecourt
L’église Notre-Dame-de-Lorette est un édifice religieux catholique situé sur la commune de Maurecourt dans les Yvelines en France.

## Historique
Maurecourt étant un hameau d'Andrésy, il n'avait pas d'église. En 1531, les habitants ont obtenu de l'évêque de Paris l'autorisation de bâtir une chapelle. Le terrain est donné par deux habitants de Maurecourt, Raollin Descartes et Guillemette Naudin. La chapelle est bénie en 1571.
En 1787, la paroisse obtient l'établissement de fonts baptismaux dans l’édifice.
En l’an X du calendrier républicain, son état exigeait des réparations urgentes au niveau de la couverture et du clocher. Des réparations sont effectuées mais il a fallu refaire entièrement le clocher en 1853-1855 (réception définitive des travaux). C’est le charpentier Marc Noël qui en est chargé.
A cette occasion une nouvelle cloche est achetée en échange des deux anciennes au fondeur parisien Gallois.
En 1866, l'architecte diocésain Hippolyte Blondel remplace le porche et édifie la tourelle actuelle.

## Bâtiment
Le gros œuvre de la bâtisse est fait de calcaire et de moellon; la couverture: de tuile plate et d’ardoise.
L’église possède un vaisseau unique dont les voûtes d’ogives retombent sur des colonnes semi engagées dont les chapiteaux sont très sommaires.
Dans le chœur, ce sont des chapiteaux ioniques à cornes. Seules les trois clés les plus orientales sont sculptées, notamment la belle clé pendante du sanctuaire.

## Patrimoine
Dans la sacristie, est conservé un tableau de la Vierge à l’Enfant, peint au XVIe siècle. Son auteur est inconnu mais la toile est inspiré du peintre italien Paolo Versonese.
La peinture est inscrite aux monuments historiques le 17 juin 1977.

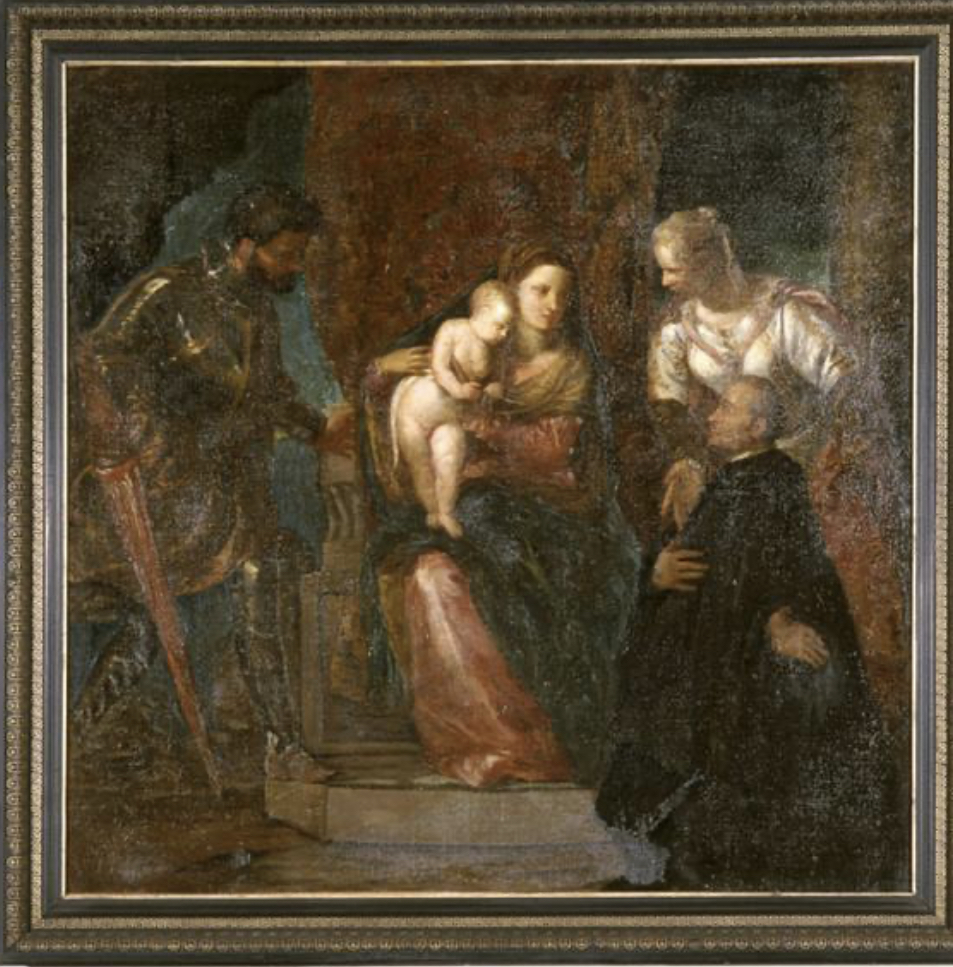
La Vierge et l’Enfant inspirée de Paolo Veronese